# 勒氏剑蛛
勒氏剑蛛（学名：Colyttus lehtineni）为跳蛛科剑跳蛛属的动物。分布于越南以及中国大陆的海南等地。该物种的模式产地在越南。